# 74 Dywizja Piechoty (Imperium Rosyjskie)
74 Dywizja Piechoty (ros. 74-я пех. дивизия) – rezerwowa dywizja piechoty Imperium Rosyjskiego, okresu działań zbrojnych I wojny światowej.
Powstała z 37 Dywizji Piechoty z Petersburga (18 Korpus Armijny, 6 Armia).

## Struktura organizacyjna
Lipiec 1914:
- dowództwo dywizji
- 293 Iżorski pułk piechoty
- 294 Berezyński pułk piechoty
- 295 Świrski pułk piechoty
- 296 Griazowiecki pułk piechoty